# هاتانو هیده‌هارو
هاتانو هیده‌هارو (به ژاپنی: 波多野 秀治 Hatano Hideharu); ۱ ژانویهٔ ۱۵۴۱ – ۲۵ ژوئن ۱۵۷۹) سامورایی، دایمیو ی ولایت تانبا، آخرین رهبر خاندان هاتانو در دوره سنگوکو در ژاپن بود.
از زمان پدربزرگ وی هاتانو تانه‌میچی، خاندان وی از ملازم خاندان میوشی و رهبر قدرتمند آن میوشی ناگایوشی بودند. بر طبق سنت و به دنبال اجداد خود هیده‌هارو نیز از خاندان میوشی پیروی می‌کرد. به همین دلیل به نظر می‌رسد که به علت نفوذ ناگایوشی عضوی از چنین خاندان کوچکی در تاجگذاری امپراتور اوگیماچی حضور داشته‌است. هیده‌هارو در سال ۱۵۶۵ پس از مرگ ناگایوشی مستقل شد و وی قلعه یاکامی را به عنوان محل اقامت قرار داد. با این حال، منطقه هاتانو در مسیر حرکت اودا نوبوناگا به کیوتو بود و پس از چندین جنگ، هیده‌هارو توسط آکچی میتسوهیده ژنرال ارشد نوبوناگا محاصره شده و وی به ناچار تسلیم شد.
هیده‌هارو در سال ۱۵۷۶ اعلام استقلال کرد و علیه نوبوناگا شورش کرد. نوبوناگا مجدداً به آکچی میتسوهیده دستور داد که به ولایت تانبا حمله کند، اما هیده‌هارو در قلعه باقی ماند و برای مدت سه سال مقاومت کرد. در آغاز مقاومت در سال ۱۵۷۶ ملازم خاندان هاتانو آکای نائوماسا، در دفاع از قلعه این خاندان قلعه کوروی پس از شکست در برابر آکچی میتسوهیده کشته شد. بر اساس نوشته‌ای متعلق به خاندان اودا، میتسوهیده مادر خود را به عنوان گروگان به نزد هیده‌هارو فرستاد تا وی بتواند با شرافت خود را تسلیم کند. با این حال، پس از تسلیم و ورود هیده‌هارو و برادرش به قلعه آزوچی برای ارائه معذرت‌خواهی، آنها توسط نوبوناگا اعدام شدند.
سربازان وی در قلعه یاکامی، وقتی شنیدند که هیده‌هارو اعدام شده‌است، مادر میتسوهیده را کشتند. این حادثه رابطه بین نوبوناگا و میتسوهیده را تحت تأثیر قرار داد، و بر اساس فرضیه در نهایت به شورش و مرگ نوبوناگا در حادثه معبد هوننو توسط آکچی میتسوهیده در سال ۱۵۸۲ منجر شد. با این حال، شواهد کمی وجود دارد که این حوادث واقعاً اتفاق افتاده‌است و بعید است که میتسوهیده چنین اقدامی عجیبی یعنی به گروگان دادن مادر خود را انجام دهد.